# Българо-унгарска рапсодия
„Българо-унгарска рапсодия“ е български игрален филм (мюзикъл) от 1944 година на режисьорите Борис Борозанов и Фригис Бан, по сценарий на Кароли Бан и Николай Домусчиев. Оператор е Ищван Берендик. Музиката във филма е композирана от Дежьо Лосонци, Панчо Владигеров.

## Актьорски състав
- Ирен Полсоци – Надя
- Христо Коджабашев – Боян Найденов, бащата на Надя
- Дорита Бонева – Люба
- Магда Колчакова – Милка